# Chariots of Fire (singolo)
Chariots of Fire, anche noto come Titles e Chariots of Fire - Titles, è uno strumentale composto ed eseguito da Vangelis, utilizzato nel film Momenti di gloria del 1981.
La traccia ebbe grande successo fino a diventare un inno dello sport. Debuttò nella Billboard Hot 100 come Titles, nome più avanti cambiato in Chariots of Fire.